# Филипа Бойенс
Филипа Джейн Бойенс (на английски: Philippa Jane Boyens) е новозеландска сценаристка, съавторка на сценариите за филмовата поредица „Властелинът на пръстените“, „Кинг Конг“, „Очи от рая“ и за филмовата поредица „Хобит“.

## Биография
Филипа Бойенс е родена през 1962 г. в семейството на Джон Фрейзър Бойенс и Джейн Моана Менхенет. Средно образование завършва в гимназия „Мейси“ и по-късно е задочна студентка в Окландския университет, където придобива през 1994 г. бакалавърска степен по английски език и история.
През 2006 г. Бойенс получава награда за отличен възпитаник от Окландския университет.
Филипа Бойенс, заедно с Питър Джаксън и Фран Уолш, е сценарист на филмите „Властелинът на пръстените: Задругата на пръстена“ (2001), „Властелинът на пръстените: Двете кули“ (2002), „Властелинът на пръстените: Завръщането на краля“ (2003), „Кинг Конг“ (2005), „Очи от рая“ (2009), „Хобит: Неочаквано пътешествие“ (2012), „Хобит: Пущинакът на Смог“ (2013) и „Хобит: Битката на петте армии“ (2014), като към тях за трилогията „Хобит“ се присъединява Гийермо дел Торо.
Бойенс, Джаксън и Уолш печелят награда „Оскар“ за най-добър адаптиран сценарий на 76-ата церемония за филма „Властелинът на пръстените: Завръщането на краля“ през 2004 г. Тя е копродуцент на всеки един от филмите на Джаксън след „Кинг Конг“ и на „Сектор 9“. Преди да започне да пише сценарии, Бойенс работи в театъра като драматург, учител, продуцент и редактор.
За известно време Бойенс е директор на Гилдията на новозеландските сценаристи.
Филипа Бойенс е член на „Новозеландския орден за заслуги“ за заслуги в киното.

## Работа върху „Властелинът“
Бойенс е почитателка на Дж. Р. Р. Толкин още от детските си години. Когато се присъединява към екипа от сценаристи на „Властелинът на пръстените“, тя вече е прочела седем пъти романа.

## Личен живот
Бойенс има три деца – Фийби и Калъм Гитинс, чийто баща е актьорът Пол Гитинс, и Айзък Милър.

## Филмография

### Сценарист
- Властелинът на пръстените: Войната на Рохиримите (2024), автор на историята
- Смъртоносни машини (2018)
- Хобит: Битката на петте армии (2014)
- Хобит: Пущинакът на Смог (2013)
- Хобит: Неочаквано пътешествие (2012)
- Очи от рая (2009)
- Кинг Конг (2005)
- Властелинът на пръстените: Завръщането на краля (2003)
- Властелинът на пръстените: Двете кули (2002)
- Властелинът на пръстените: Задругата на пръстена (2001)

### Продуцент
- Властелинът на пръстените: Войната на Рохиримите (2024)
- Хобит: Битката на петте армии (2014), копродуцент
- Хобит: Пущинакът на Смог (2013), копродуцент
- Хобит: Неочаквано пътешествие (2012), копродуцент
- Очи от рая (2009), копродуцент
- Сектор 9 (2009), копродуцент
- Кинг Конг (2005), копродуцент